# Купинський район
Купинський район — муніципальне утворення в Новосибірській області Росії.
Адміністративний центр — місто Купино.

## Географія
Район розташований на південному заході Новосибірської області в Кулундинському степу, витягнувшись смугою від озера Чани до казахського кордону. Межує з Чистоозерним, Чановським, Барабинським, Здвінським і Баганським районами області та з Казахстаном.
Територія району — 463,3 тис. га, в тому числі сільгоспугіддя — 374,9 тис. га (80,9 % всієї площі).

## Історія
Район утворений в 1925 році в складі Барабинського округу Сибірського краю, з 1930 року в складі Західно-Сибірського краю. В 1937 район був включений у новостворену Новосибірську область.

## Економіка
Основними промисловими підприємствами району є ВАТ «Консервщик», купинських рибгосп, ТОВ «Схід-Ю». Є підприємства залізничного транспорту, так як по території району проходить залізнична магістраль.
Сільськогосподарським виробництвом займається 25 акціонерних товариств, 3 асоціації селянських господарств, 156 фермерських господарств. У сільському господарстві зайнято 30 % всіх працюючих. Основна спеціалізація сільськогосподарських підприємств — виробництво молока, м'яса, зернових культур. Одними з найбільших і ефективних господарств району є: ВАТ ім. «Леніна», ВАТ «Лукошинське», ВАТ «Новосільське», АФХ «Схід».

## Транспорт
Територією району проходить залізнична лінія «Татарськ-Карасук» Західно-Сибірської залізниці. Протяжність автомобільних доріг — 523,4 км, з них з твердим покриттям — 274,5 км.

## Населення
| 2002    | 2009    | 2010    | 2011    | 2012    | 2013    | 2014    |
| ------- | ------- | ------- | ------- | ------- | ------- | ------- |
| 37 451  | ↘34 351 | ↘33 964 | ↘31 103 | ↘30 350 | ↘29 702 | ↘29 157 |
| 2015    | 2016    | 2017    | 2018    | 2019    |         |         |
| ↘28 863 | ↘28 589 | ↘28 316 | ↘28 066 | ↘27 740 |         |         |